# Sonny Hertzberg
Sidney "Sonny" Hertzberg (Brooklyn, Nueva York, 28 de julio de 1922 - Woodmere, Nueva York, 24 de julio de 2005) fue un jugador de baloncesto estadounidense que disputó cinco temporadas entre la BAA y la NBA, además de jugar en la ABL. Con 1,78 metros de estatura, jugaba en la posición de base.

## Trayectoria deportiva

### Universidad
Jugó durante dos temporadas en los Beavers del City College of New York, donde tuvo como compañero de equipo a Red Holzman, logrando en 1941 la tercera posición del NIT.

### Profesional
Comenzó su andadura profesional en el equipo de la ciudad de Nueva York de la ABL, donde jugó cuatro temporadas, viendo como el equipo se denominó de tres formas diferentes, Jewels, Americans y Gothams, equipo del que fue capitán y máximo anotador. En 1944 lideró al equipo con 9,2 puntos por partido, y dos años más tarde hizo lo propio, promediando 11,8. Llegó a anotar 38 puntos en un partido cuando la duración de los mismos era de 40 minutos. en esas dos temporadas acabó como tercer máxmo anotador de la liga.
En 1946 se unió a los New York Knicks, equipo formado para una nueva competición, la BAA, disputando el 1 de noviembre de ese año el primer partido de la historia de la competición, y logrando la primera victoria ante Toronto Huskies. Acabó la temporada como segundo mejor anotador del equipo, tras Bud Palmer, promediando 8,7 puntos por partido.
El año siguiente fue traspasado a los Washington Capitols, donde en su segunda temporada en el equipo llegó a disputar las Finales, en las que cayeron ante Minneapolis Lakers. Hertzberg, que jugó como suplente de Fred Scolari, promedió 7,4 puntos y 1,9 asistencias por partido.
En 1949 fue traspasado a los Boston Celtics a cambio de Chick Halbert. En su primera temporada con los Celtics acabó como segundo mejor anotador, tras Bob Kinney, promediando 10,2 puntos, a los que añadió 2,9 asistencias por partido. Jugó una temporada más, tras la cual regresó a la ABL, proclamándose campeón en 1953.

#### Estadísticas en la BAA y la NBA

##### Temporada regular
| Temporada | Edad | Equipo              | Liga  | P   | TIT | MIN | TC  | TCA  | %TC  | 3P | 3PA | %3P | TL  | TLA | %TL  | R.OF. | R.DEF. | REB | ASIS | ROB | TAP | PER | FP  | PTS  |
| 1946-47   | 24   | New York Knicks     | BAA   | 59  |     |     | 3.4 | 11.8 | .289 |    |     |     | 1.9 | 2.5 | .758 |       |        |     | 0.6  |     |     |     | 1.8 | 8.7  |
| 1947-48   | 25   | TOTAL               | BAA   | 41  |     |     | 2.7 | 10.1 | .266 |    |     |     | 1.4 | 1.8 | .795 |       |        |     | 0.6  |     |     |     | 1.5 | 6.8  |
| 1947-48   | 25   | New York Knicks     | BAA   | 4   |     |     | 0.3 | 3.5  | .071 |    |     |     | 0.8 | 1.0 | .750 |       |        |     | 0.3  |     |     |     | 0.8 | 1.3  |
| 1947-48   | 25   | Washington Capitols | BAA   | 37  |     |     | 2.9 | 10.8 | .273 |    |     |     | 1.5 | 1.9 | .797 |       |        |     | 0.6  |     |     |     | 1.6 | 7.4  |
| 1948-49   | 26   | Washington Capitols | BAA   | 60  |     |     | 2.6 | 9.0  | .285 |    |     |     | 2.2 | 2.7 | .817 |       |        |     | 1.9  |     |     |     | 2.3 | 7.4  |
| 1949-50   | 27   | Boston Celtics      | NBA   | 68  |     |     | 4.0 | 12.7 | .318 |    |     |     | 2.1 | 2.8 | .749 |       |        |     | 2.9  |     |     |     | 2.3 | 10.2 |
| 1950-51   | 28   | Boston Celtics      | NBA   | 65  |     |     | 3.2 | 10.0 | .316 |    |     |     | 3.4 | 4.2 | .826 |       |        | 4.0 | 3.8  |     |     |     | 2.4 | 9.8  |
| Total     |      |                     | TOTAL | 293 |     |     | 3.2 | 10.8 | .299 |    |     |     | 2.3 | 2.9 | .792 |       |        | 4.0 | 2.1  |     |     |     | 2.1 | 8.7  |
|           |      |                     | BAA   | 160 |     |     | 2.9 | 10.3 | .282 |    |     |     | 1.9 | 2.4 | .790 |       |        |     | 1.1  |     |     |     | 1.9 | 7.7  |
|           |      |                     | NBA   | 133 |     |     | 3.6 | 11.4 | .317 |    |     |     | 2.8 | 3.5 | .794 |       |        | 4.0 | 3.3  |     |     |     | 2.3 | 10.0 |

##### Playoffs
| Temporada | Edad | Equipo              | Liga  | P  | MIN | TCA | TC  | 3PA | 3P | TLA | TL | R.OF. | REB | ASIS | ROB | TAP | PER | FP | PTS | %TC  | %3P | %FT  | MIN | PTS  | REB | AST |
| 1946-47   | 24   | New York Knicks     | BAA   | 5  |     | 15  | 69  |     |    | 6   | 8  |       |     | 5    |     |     |     | 14 | 36  | .217 |     | .750 |     | 7.2  |     | 1.0 |
| 1948-49   | 26   | Washington Capitols | BAA   | 11 |     | 39  | 112 |     |    | 40  | 47 |       |     | 27   |     |     |     | 33 | 118 | .348 |     | .851 |     | 10.7 |     | 2.5 |
| 1950-51   | 28   | Boston Celtics      | NBA   | 2  |     | 3   | 13  |     |    | 4   | 5  |       | 2   | 3    |     |     |     | 8  | 10  | .231 |     | .800 |     | 5.0  | 1.0 | 1.5 |
| Total     |      |                     | TOTAL | 18 |     | 57  | 194 |     |    | 50  | 60 |       | 2   | 35   |     |     |     | 55 | 164 | .294 |     | .833 |     | 9.1  | 1.0 | 1.9 |
|           |      |                     | BAA   | 16 |     | 54  | 181 |     |    | 46  | 55 |       |     | 32   |     |     |     | 47 | 154 | .298 |     | .836 |     | 9.6  |     | 2.0 |
|           |      |                     | NBA   | 2  |     | 3   | 13  |     |    | 4   | 5  |       | 2   | 3    |     |     |     | 8  | 10  | .231 |     | .800 |     | 5.0  | 1.0 | 1.5 |

## Vida posterior
Tras retirarse, Hertzberg trabajó como ojeador de los New York Knicks, y posteriormente como analista deportivo en varias cadenas de televisión. Falleció el 24 de julio de 2005, víctima de un ataque al corazón.